# Glockenrebe
Die Glockenrebe (Cobaea scandens, gelegentlich fehlerhaft Cobea scandens), auch Glockenwinde oder Krallenwinde genannt, ist eine Pflanzenart in der Familie der Sperrkrautgewächse (Polemoniaceae). Sie stammt aus Mexiko.

## Beschreibung

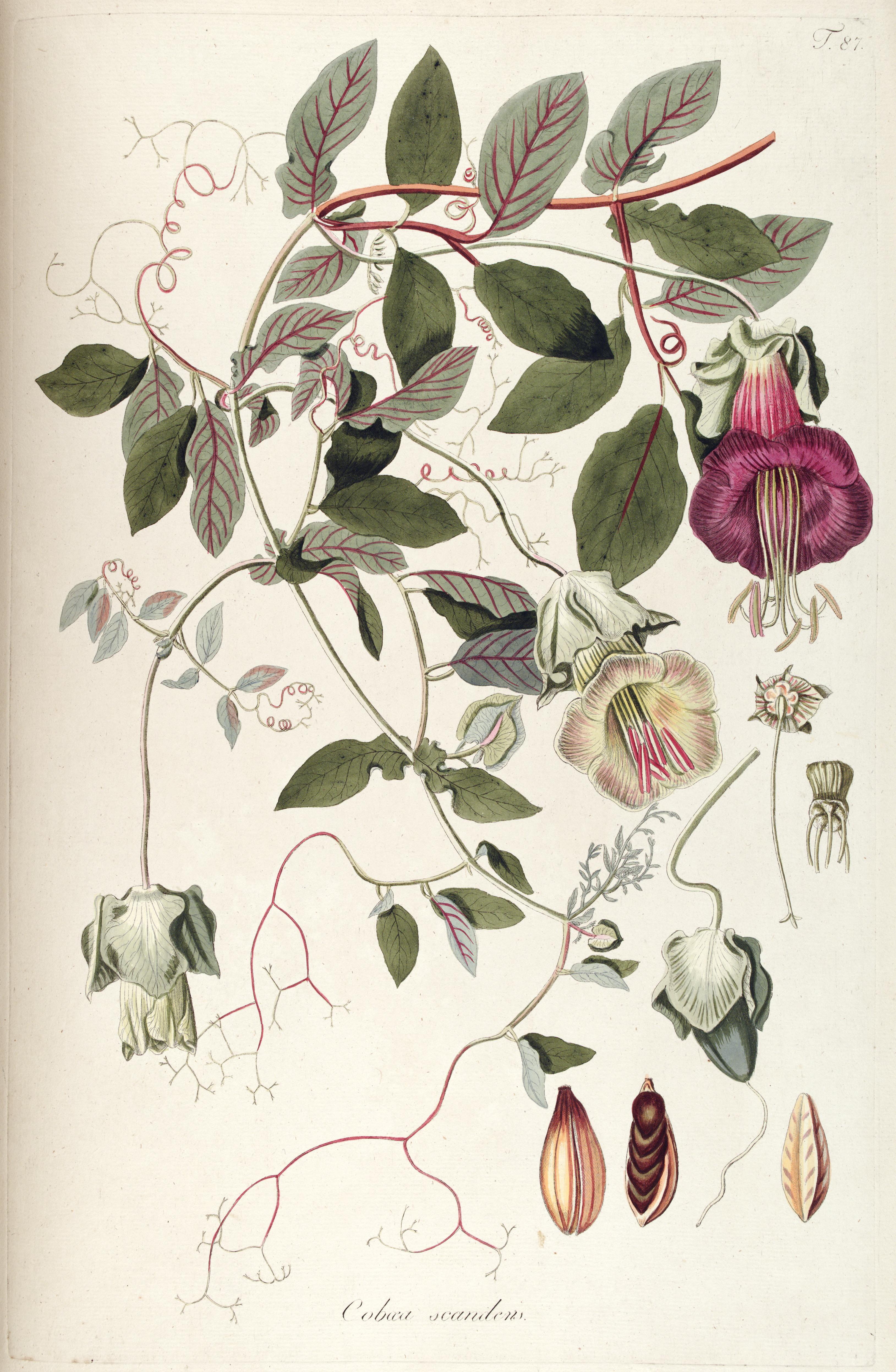
Illustration

Die Glockenrebe ist eine immergrüne, schnellwüchsige, ausdauernde, teils holzige Kletterpflanze, die in der Heimat mehrjährig ist, in Nordeuropa aber im Freiland meist als einjährige Pflanze kultiviert wird. Ihre verzweigten Stängel werden 3 bis 8 m lang.
Die wechselständigen, kurz gestielten und gefiederten Laubblätter setzen sich aus zwei bis meist drei Paaren gegenständiger, entfernt stehenden Fiederblättchen zusammen. Die Rhachis ist rinng. An den Enden der Blätter sitzen die langen, fein verzweigten, rötlich gefärbten Ranken, deren „Hakenkrallen“ wohl zum gelegentlich verwendeten Namen Krallenwinde führte; sie sind bis zu 20 cm lang. Die rinnigen Stiele der Blätter (etwa 1 mm) und Blättchen (5 bis 20 mm) sind nur kurz. Die eiförmigen bis verkehrt-eiförmigen oder elliptischen, spitzen bis zugespitzten, stachelspitzigen Blättchen sind 3 bis 13 cm lang, 1 bis 6 cm breit und besitzen einen ganzen, fein bewimperten Rand. Die Pflanze reagiert auf mechanische Reize. Nach einer Berührung krümmen sich die Ranken langsam. Nebenblätter fehlen.
Die Glockenrebe ist protandrisch, also vormännlich. Anfangs gelb-grün wandelt sich die Farbe der Blüten zu Lila, bei einer speziellen Sorte auch zu Beige-Weiß. Der Duft verändert sich gleichzeitig von stinkig, dumpf-süßlich zu honigartig.
Die Blütezeit reicht von Juli bis Oktober, beziehungsweise bis zum ersten Frost. Die Glockenrebe besitzt hängende, große, violette bis rosa Blüten, die an kahlen 8 bis 30 cm langen Stielen meist einzeln in den Blattachseln stehen. Die Glockenform der Blüten gab dieser Pflanzenart den Namen. Die gestielte, zwittrige Blüte ist radiärsymmetrisch und fünfzählig mit doppelter Blütenhülle. Der breite, hellgrüne und „bereifte“ Blütenkelch ist 3 bis 3,5 cm lang und die bespitzten Kelchblätter sind anfangs reduplikat eingefaltet. Die Blütenkrone ist 4 bis 6,5 cm lang und die dachigen, abgerundeten Kronlappen sind kürzer als die Kronröhre. Es ist nur ein Kreis mit fünf fertilen Staubblättern mit gewellten, an der Basis dicht behaarten Staubfäden vorhanden; sie sind etwa 20 mm lang mit etwa 10 mm langen Staubbeuteln. Drei Fruchtblätter sind zu einem oberständigen, kahlen Fruchtknoten mit langem, schlanken Griffel und gelappter Narbe verwachsen. Der Griffel und die Staubblätter sind etwas vorstehend. Es ist ein Diskus vorhanden.
Bestäubungsbiologisch gehört die Glockenrebe zu den „Glockenblumen“ innerhalb der „Fledermausblumen“ (Chiropterophilie).
Die auffällige, eiförmige bis ellipsoide, septizide, vielsamige Kapselfrucht am beständigen Kelch ist 5 bis 8 cm lang und enthält viele flache, schmal geflügelte, etwa 1,5 Zentimeter große Samen.
Aufgrund der späten Blüte entwickeln sich die Früchte in Nordeuropa oft nicht vollständig.

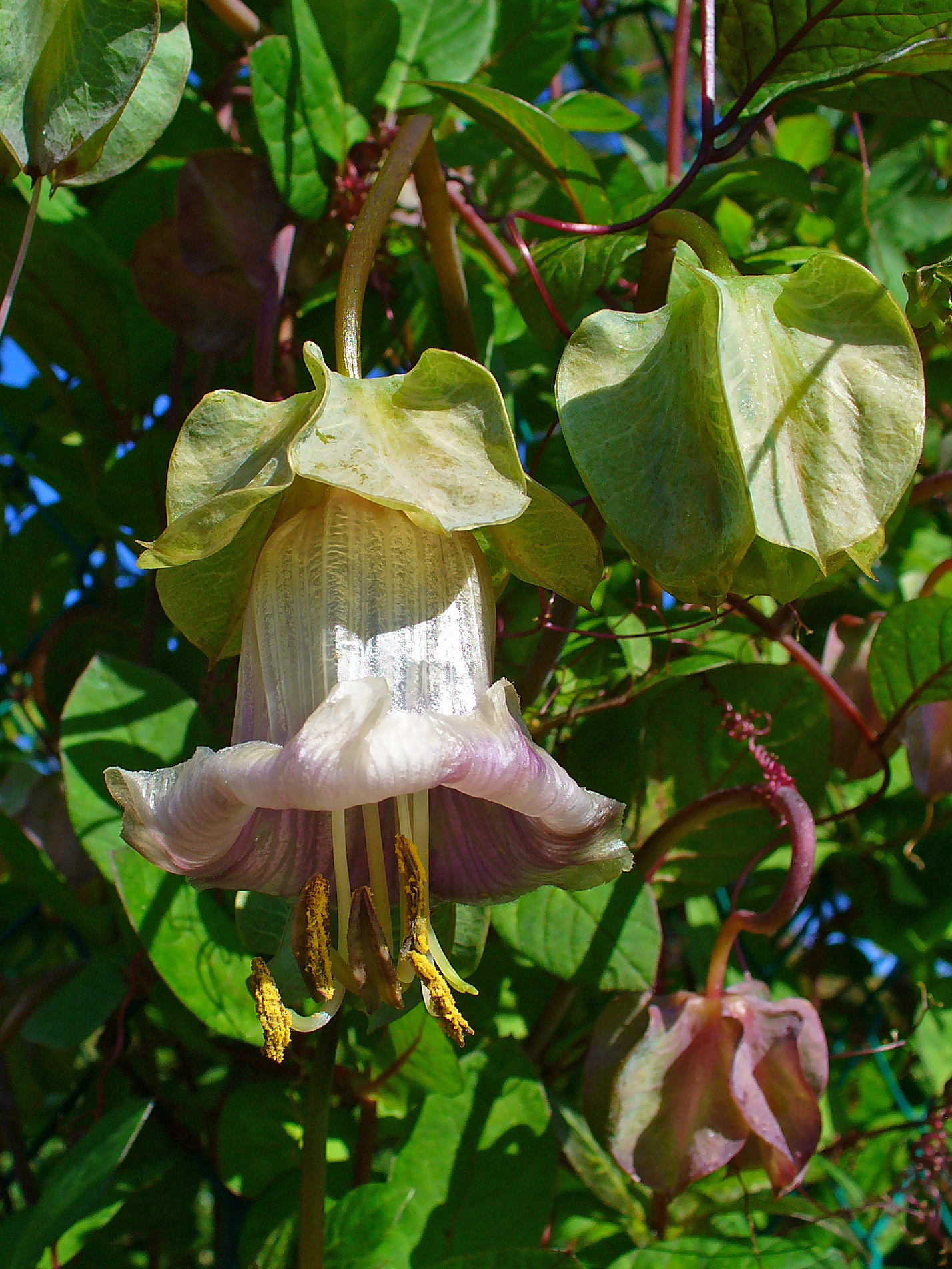
Blüte
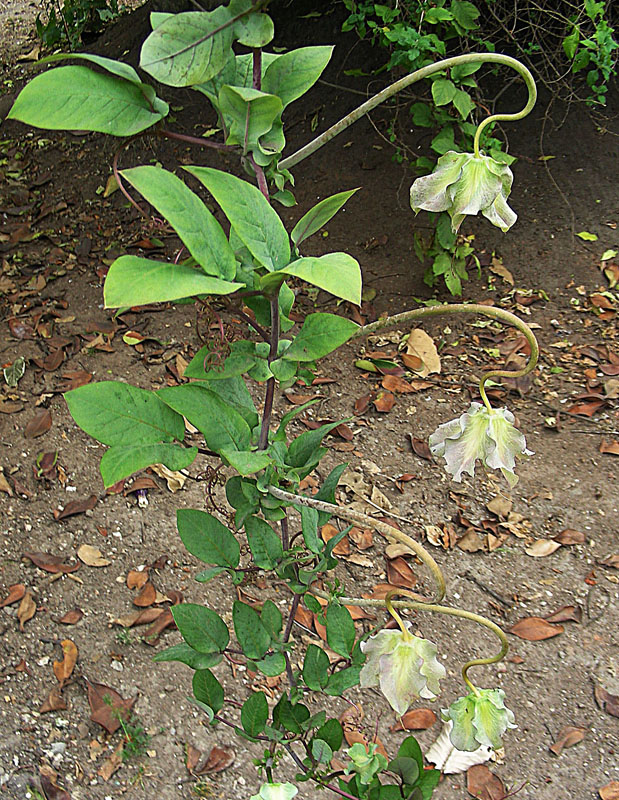
Habitus
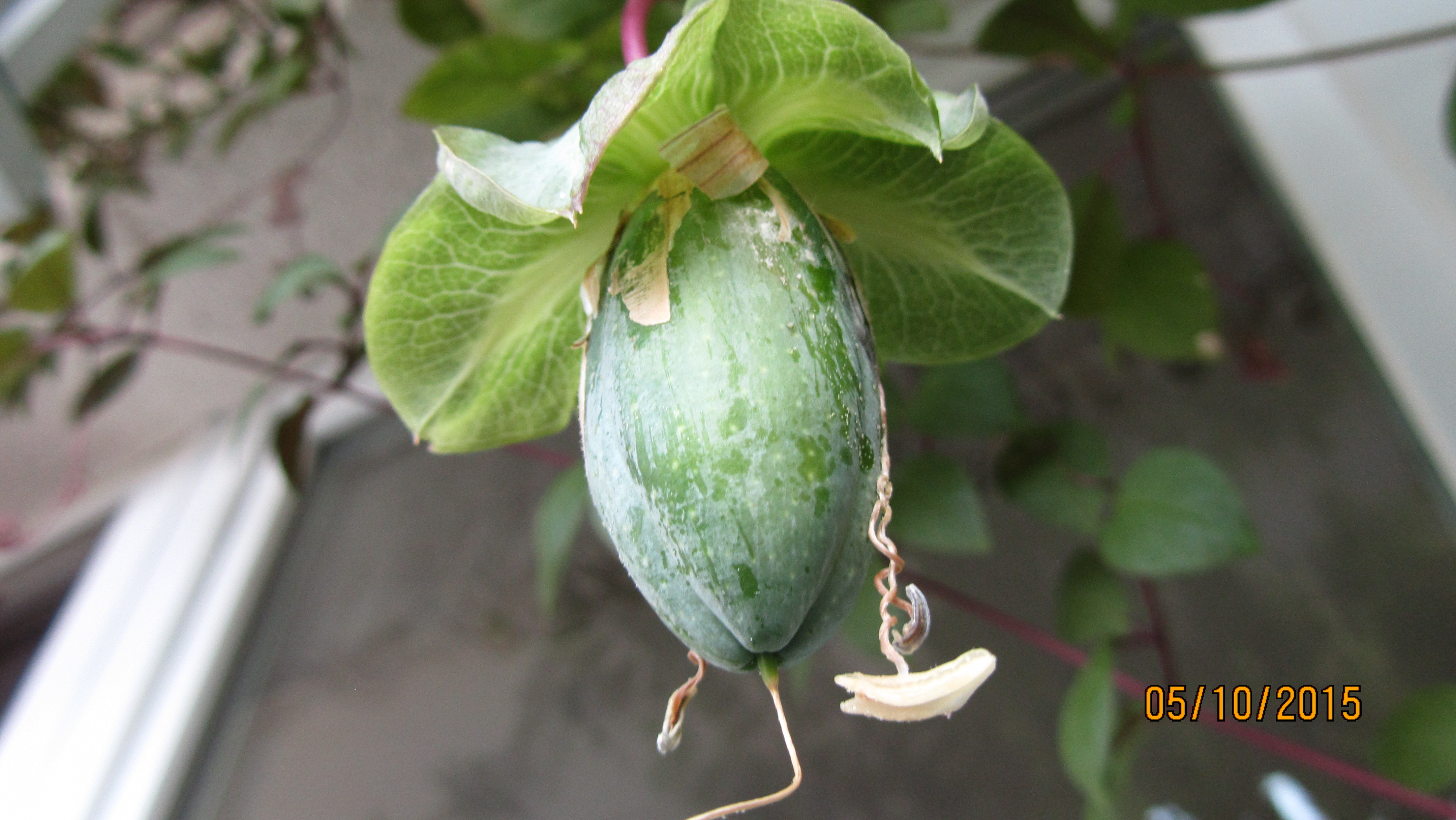
Junge Frucht

## Verwendung
Die Glockenrebe wird u. a. zur Fassadenbegrünung eingesetzt. Durch die krallenähnlichen Haken an den Enden der Ranken wird sie an rauen Oberflächen zum Selbstklimmer.